# 야마모토 쇼고
야마모토 쇼고(일본어: 山本 省吾, 1978년 5월 28일 ~ )는 일본의 전직 프로 야구 선수이다.

## 인물

### 프로 입단 전
이시카와현 나나오시에서 태어나 중학교 1학년 때 전일본 소년 연식 야구 대회에 출전하였고 2, 3학년때는 2년 연속으로 전국 중학교 연식 야구 대회에 출전했다. 그 후 세이료 고등학교에 진학하여 2학년 때에는 팀의 에이스로서 제77회 전국 고등학교 야구 선수권 대회에 출전, 3차전에서는 요시토시 다키노리가 소속된 간사이 고등학교를, 준결승전에서 쇼다 다카히로가 소속된 지벤가쿠엔 고등학교를 누르고 이시카와 현 지역의 고등학교로서는 처음으로 결승 진출에 성공하여 준우승을 했다.
고교 졸업 후 도쿄 6대학 야구 연맹의 게이오기주쿠 대학에 진학하여 전국 대회 우승을 경험했고 와세다 대학과 게이오기주쿠 대학 간의 친선 경기에서 강한 면모를 보여주는 등 큰 경기에서도 기대 이상의 성적을 남겼다. 도쿄 6대학 리그 통산 55경기에 등판하면서 21승 14패, 평균자책점 2.23, 307개의 탈삼진을 기록했다.
그 후 2000년에 열린 프로 야구 드래프트 회의에서 오사카 긴테쓰 버펄로스를 역지명해 1순위 지명으로 입단했다.

### 긴테쓰 시절
2001년에는 7경기에 등판했지만 기대 이하의 성적 부진으로 시즌 대부분을 2군에서 보냈다. 이듬해 2002년에는 프로 데뷔 후 처음으로 승리 투수가 된 것을 포함한 4승을 올리면서 56경기에 등판해 평균자책점 2.52를 기록하여 좌완 중간 계투로서 맹활약을 했다. 2003년은 선발 투수로 전향하였지만 25경기에 등판해 평균자책점 5.49를 남기며 단 한번도 승리를 기록하지 못했다.
2004년은 작년보다 적은 14경기에 등판하였지만 3승 1패와 평균자책점이 2.78의 성적을 남겼고 9월 15일의 지바 롯데 마린스전(지바 마린 스타디움)에서는 긴테쓰 구단에 있어서 간토 지역에서의 최종 경기였지만 이 경기에서 선발을 맡아 8이닝 도중 무실점 호투로 3승을 기록해 긴테쓰의 간토 지역 최종전에서 승리 투수가 되었다. 같은 해 오프 시즌에는 구단 합병에 따르는 선수 분배 드래프트에 의해서 오릭스 버펄로스에 이적되었다.

### 오릭스 시절

#### 2005년 ~ 2006년
2005년 봄에 선발 등판했지만 주로 중간 계투로 기용되는 경우가 많아졌고, 2006년 봄에 성적 부진으로 2군으로 내려갔지만 시즌 종반에 프로 데뷔 후 처음으로 세이브를 올린 것을 포함한 2세이브를 기록하는 등 35경기에 등판해 평균자책점 3.99를 기록했다.

#### 2007년
그 해 7월에는 1군으로 승격하면서 주로 구원 투수로서 19경기에 등판해 평균자책점 1.62의 좋은 성적을 남겼다. 9월 17일의 지바 롯데전에서는 연장 12회말 1사 만루 상황에서 3루 주자 기타가와 히로토시의 대주자로 출전했는데 2아웃이 되면서 이후 기모토 구니유키의 결승 적시타로 첫 득점이 되는 홈을 밟았다.

#### 2008년
팀의 중간 계투로서 시즌 개막을 맞이했지만 4월 1일의 사이타마 세이부 라이온스전에서 미쓰하라 아쓰히로가 아웃 카운트를 한 개도 처리하지 못한 채 강판당하면서 두 번째 투수로 등판, 5이닝 무실점으로 처리하였고 그 사이 팀 타선의 도움으로 첫 승리 투수가 되었다. 그 후에도 선발진들의 연이은 전력 이탈로 4월 8일의 후쿠오카 소프트뱅크 호크스전에서는 선발 투수로 전향, 4월 23일의 홋카이도 닛폰햄 파이터스전에서는 데뷔 후 처음으로 완투승과 완봉승을 동시에 거둬 선발 로테이션에 유일한 좌완 투수로서 맹활약했다.
8월 이후에는 성적이 좋지 않았지만 최종적으로 10승 6패와 평균자책점 3.38의 성적을 올려 처음으로 규정 투구 이닝을 채우는 등 두 자릿수 승리 기록을 달성했다. 규정 투구 횟수를 채운 투수중에서는 스기우치 도시야, 나루세 요시히사와 함께 리그 최저 기록인 38개의 사사구로 제구의 장점을 보였다. 홈구장인 교세라 돔 오사카와 스카이마크 스타디움에서는 4승씩을 올려 클라이맥스 시리즈 진출을 놓고 경쟁한 닛폰햄으로부터 4승, 지바 롯데로부터 3승을 기록하는 등 팀으로서는 9년 만에 A클래스(1위 ~ 3위) 진입에 기여했다. 같은 해 긴테쓰에 입단할 당시의 감독이었던 나시다 마사타카에 의한 감독 추천으로 올스타전에도 첫 출전을 하는 등 2이닝을 무안타와 무실점으로 처리해 베스트 피처상을 수상했다.

#### 2009년
개막 이후부터 작년과와 마찬가지로 팀내에서 유일한 선발 좌완 투수로서 1년 동안 선발 로테이션을 지켰지만 승리 투수의 권리를 보장받아 강판당한 이후 중간 계투로서 활약했다. 9월 1일에 시즌 9승째를 올린 이후에는 5경기에서 7.80의 평균자책점을 기록하는 등 컨디션 난조로 2년 연속 두 자릿수 승리 기록을 올리지 못했다.

#### 2010년
시범 경기에서부터 부진이 계속되어 개막 이후 3경기째의 선발 투수를 맡았지만 3이닝 3실점과 7개의 피안타를 기록하는 등 개막 이후에도 피안타 개수가 늘어날 정도의 불안정한 투구가 계속되었다. 5월 4일의 소프트뱅크전에서는 첫 회에 5실점을 허용하면서 2회 도중 강판당해 다음날에는 2군으로 내려갔다. 5월 18일에 다시 1군으로 복귀했지만 오카다 아키노부 감독은 교류전에서의 예고 선발 제도가 없는 일을 역으로 활용하고, 그 주에 대전 상대인 히로시마 도요 카프, 한신 타이거스의 타순을 교란시키는 역할을 했다. 실제로 5월 23일의 요미우리 자이언츠전에서 선발 등판해 7이닝 도중 1실점의 호투로 승리 투수가 되었고 교류전에서는 4전 4승, 평균자책점 1.82의 성적을 올려 팀의 교류전 첫 우승에 기여했다.
그러나 정규 경기에서는 불안정한 투구가 계속되면서 결국은 8승 10패와 평균자책점 5.47의 성적으로 시즌을 마감했다. 퍼시픽 리그 팀과 상대하면서 4승 10패, 평균자책점 6.55이라는 저조한 성적을 기록해 특히 소프트뱅크전과 라쿠텐전에서는 평균자책점 8점대, 세이부전에서는 10.54의 평균자책점을 남겼다.
12월 5일, 데라하라 하야토, 다카미야 가즈야와의 맞트레이드로 기다 고와 함께 요코하마 베이스타스에 이적했고 등번호는 15번으로 배정되었다.

### 요코하마·DeNA 시절

#### 2011년
4월 12일의 주니치 드래건스전에서 자신으로서는 처음으로 개막전 선발 투수를 맡았다. 그 해에도 여러 경기에서 연속으로 KO를 당하는 등 무너지는 경우도 있어 7월 13일에는 선발로서 11패를 당한 이후 중간 계투로서 등판하였지만 뚜렷한 결과가 나오지는 않았고 2승 11패와 평균자책점 5.92의 초라한 성적을 남기며 시즌을 마감했다.

#### 2012년
시범 경기에서부터 호조를 유지해 4월 11일 도쿄 야쿠르트 스왈로스전에서는 구단명이 요코하마 DeNA 베이스타스로 바뀌고 나서 구단 최초의 완봉승리를 거뒀다. 단, 이 경기는 우천으로 인한 콜드게임(6회초 도중)으로 9이닝을 끝까지 던진 구단 최초의 완봉승은 다음날 4월 12일에 미우라 다이스케가 달성했다. 또 이 완봉승은 자신에게 있어서도 3년 만이 되는 완봉승으로 그 3년 전에 완봉승을 달성할 당시의 상대팀은 요코하마 베이스타스(당시) 였는데 이것도 역시 우천으로 인한 콜드게임이었다. 그 이후에는 이렇다할만한 활약도 없이 침체에 빠져 1군과 2군을 오가는 날들이 계속되었고 7월 14일의 경기에서는 7이닝 6실점의 부진한 성적을 남기는 등 결국 1군 등록이 말소된 상태에서 시즌을 마쳤다.
11월 5일 팀 동료인 요시무라 유키, 에지리 신타로와 함께 다무라 히토시, 요시카와 데루아키, 가미우치 야스시를 상대로 후쿠오카 소프트뱅크 호크스로 트레이드 되었고 야마모토로서는 3년 만에 퍼시픽 리그 구단으로 복귀하게 되었다.

### 소프트뱅크 시절

#### 2013년
소프트뱅크에 이적 한 후 시즌 개막전 1군 엔트리에 등록되었다. 하지만 1군 2경기만 출전했고 예전 만큼의 실력을 내지도 못했다. 결국 2013년 시즌이 끝난 후 방출 되었다. 11월 10일 선수 생활 연장을 위해 12개 구단 합동트라이아웃에 참가했지만, 원하는 팀은 나타나지 않았고, 결국은 은퇴를 하고 말았다. 12월 12일 후쿠오카 소프트뱅크 호크스의 스카우터로 채용되었다.

## 플레이 스타일
팔의 위치가 비교적 낮은 스리쿼터로 130 km/h 중반부터 후반의 속구, 싱커가 빠질 듯하는 포크볼에다가 두 종류의 슬라이더, 스크류볼을 조금 낮게 모아서 취하는 기교파 투수이다. 프로 첫 완봉승을 기록한 경기에서는 27개의 아웃 중 20개를 내야 땅볼로 처리하는 등 자신의 투구 스타일을 땅볼 매니아로 지칭하고 있다.

## 상세 정보

### 출신 학교
- 세이료 고등학교
- 게이오기주쿠 대학

### 선수 경력
- 오사카 긴테쓰 버펄로스(2001년 ~ 2004년)
- 오릭스 버펄로스(2005년 ~ 2010년)
- 요코하마 베이스타스·요코하마 DeNA 베이스타스(2011년 ~ 2012년)
- 후쿠오카 소프트뱅크 호크스(2013년)

### 개인 기록

#### 투수 기록
- 첫 등판: 2001년 5월 28일, 대 닛폰햄 파이터스 9차전(도쿄 돔), 6회말 2사에 3번째 투수로서 구원 등판, 1/3이닝 무실점
- 첫 탈삼진: 2001년 5월 29일, 대 닛폰햄 파이터스 10차전(도쿄 돔), 8회말에 가타오카 아쓰시로부터
- 첫 승리: 2002년 5월 4일, 대 오릭스 블루웨이브 6차전(그린 스타디움 고베), 7회말 2사에 5번째 투수로서 구원 등판, 1과 1/3이닝 무실점
- 첫 선발: 2003년 6월 9일, 대 오릭스 블루웨이브 12차전(오사카 돔), 5이닝 1실점
- 첫 선발 승리: 2004년 7월 24일, 대 세이부 라이온스 18차전(세이부 돔), 5이닝 3실점
- 첫 홀드: 2005년 4월 25일, 대 도호쿠 라쿠텐 골든이글스 5차전(야마가타 현 야구장), 6회말에 3번째 투수로서 구원 등판, 1과 1/3이닝 무실점
- 첫 세이브: 2006년 9월 23일, 대 후쿠오카 소프트뱅크 호크스 19차전(후쿠오카 Yahoo! JAPAN 돔), 9회말 2사에 4번째 투수로서 구원 등판·마무리, 1/3이닝 무실점
- 첫 완투 승리·첫 완봉 승리: 2008년 4월 23일, 대 홋카이도 닛폰햄 파이터스 5차전(삿포로 돔)

#### 타격 기록
- 첫 득점: 2007년 9월 17일, 대 지바 롯데 마린스 22차전(교세라 돔 오사카), 12회말에 기모토 구니유키의 중전 끝내기 적시타로 기록
- 첫 안타: 2009년 5월 27일, 대 도쿄 야쿠르트 스왈로스 1차전(메이지 진구 야구장), 3회초에 요시노리로부터 좌전 안타

### 등번호
- 18(2001년 ~ 2004년)
- 20(2005년 ~ 2010년)
- 15(2011년 ~ 2012년)
- 38(2013년)

### 연도별 투수 성적
| 연 도      | 소 속      | 등 판 | 선 발 | 완 투 | 완 봉 | 무 4 구 | 승 리 | 패 전 | 세 이 브 | 홀 드 | 승 률 | 타 자 | 이 닝 | 피 안 타 | 피 홈 런 | 볼 넷 | 고 4 | 몸 맞 | 탈 삼 진 | 폭 투 | 보 크 | 실 점 | 자 책 점 | 평 자 책 | W H I P |
| ---------- | ---------- | ----- | ----- | ----- | ----- | ------- | ----- | ----- | -------- | ----- | ----- | ----- | ----- | -------- | -------- | ----- | ---- | ----- | -------- | ----- | ----- | ----- | -------- | -------- | ------- |
| 2001년     | 긴테쓰     | 7     | 0     | 0     | 0     | 0       | 0     | 0     | 0        | --    | ----  | 32    | 5.2   | 12       | 4        | 3     | 0    | 1     | 8        | 0     | 0     | 11    | 11       | 17.47    | 2.65    |
| 2002년     | 긴테쓰     | 56    | 0     | 0     | 0     | 0       | 4     | 1     | 0        | --    | .800  | 160   | 39.1  | 36       | 2        | 11    | 3    | 1     | 34       | 1     | 1     | 11    | 11       | 2.52     | 1.19    |
| 2003년     | 긴테쓰     | 25    | 4     | 0     | 0     | 0       | 0     | 1     | 0        | --    | .000  | 178   | 41.0  | 55       | 7        | 10    | 0    | 0     | 28       | 0     | 0     | 25    | 25       | 5.49     | 1.59    |
| 2004년     | 긴테쓰     | 14    | 4     | 0     | 0     | 0       | 3     | 1     | 0        | --    | .750  | 157   | 35.2  | 39       | 5        | 13    | 0    | 1     | 27       | 0     | 1     | 11    | 11       | 2.78     | 1.46    |
| 2005년     | 오릭스     | 22    | 2     | 0     | 0     | 0       | 2     | 0     | 0        | 1     | 1.000 | 131   | 28.1  | 39       | 5        | 9     | 0    | 0     | 21       | 1     | 0     | 19    | 19       | 6.04     | 1.69    |
| 2006년     | 오릭스     | 35    | 0     | 0     | 0     | 0       | 0     | 0     | 2        | 2     | ----  | 128   | 29.1  | 36       | 4        | 9     | 2    | 1     | 18       | 1     | 0     | 13    | 13       | 3.99     | 1.53    |
| 2007년     | 오릭스     | 19    | 0     | 0     | 0     | 0       | 1     | 1     | 0        | 5     | .500  | 111   | 27.2  | 27       | 0        | 6     | 1    | 1     | 20       | 2     | 1     | 6     | 5        | 1.63     | 1.19    |
| 2008년     | 오릭스     | 30    | 22    | 2     | 2     | 2       | 10    | 6     | 0        | 2     | .625  | 645   | 154.2 | 166      | 11       | 30    | 0    | 8     | 90       | 1     | 1     | 60    | 58       | 3.38     | 1.27    |
| 2009년     | 오릭스     | 27    | 26    | 3     | 1     | 0       | 9     | 7     | 0        | 0     | .563  | 685   | 159.2 | 176      | 18       | 47    | 0    | 4     | 110      | 1     | 0     | 84    | 75       | 4.23     | 1.40    |
| 2010년     | 오릭스     | 23    | 22    | 0     | 0     | 0       | 8     | 10    | 0        | 1     | .444  | 478   | 107.0 | 143      | 19       | 20    | 0    | 8     | 79       | 3     | 0     | 71    | 65       | 5.47     | 1.52    |
| 2011년     | 요코하마   | 21    | 14    | 0     | 0     | 0       | 2     | 11    | 0        | 0     | .154  | 362   | 79.0  | 99       | 10       | 25    | 0    | 4     | 50       | 0     | 2     | 57    | 52       | 5.92     | 1.57    |
| 통산: 11년 | 통산: 11년 | 279   | 94    | 5     | 3     | 2       | 39    | 38    | 2        | 11    | .506  | 3067  | 707.1 | 828      | 85       | 183   | 6    | 29    | 485      | 10    | 6     | 368   | 345      | 4.39     | 1.43    |

- 2011년 기준.